# Didaché
La Didaché o Dottrina dei dodici apostoli è un testo cristiano di autore sconosciuto. Scritto in un luogo non identificabile con sicurezza, forse la Siria o l'Egitto, tra la fine del I e il II secolo, il testo sarebbe contemporaneo ai libri più tardivi del Nuovo Testamento. Venne persino considerata come parte del Nuovo Testamento da alcuni Padri della Chiesa, anche se la maggioranza la considerò un apocrifo; per questo non fu accettata nel canone del Nuovo Testamento eccetto che dalla Chiesa ortodossa etiope. La Chiesa cattolica la inserisce nella letteratura subapostolica.
Gli studiosi moderni erano a conoscenza della Didaché grazie a citazioni contenute in altri scritti, ma il testo era considerato perduto. Fu rinvenuto nel 1873 in un manoscritto gerosolimitano, il Codex Hierosolymitanus.

## La scoperta

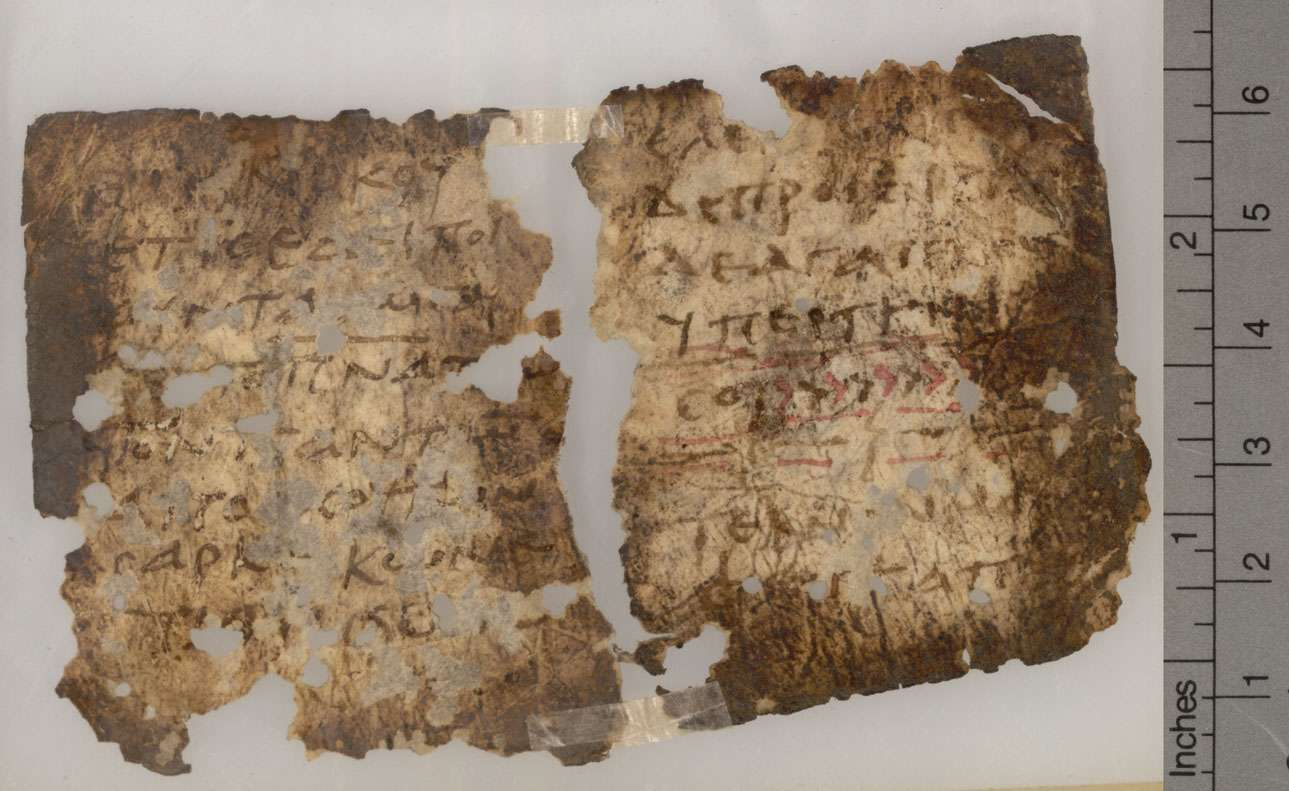
Frammenti della Didaché (P.Oxy. 1782)

Considerata perduta, la Didaché venne riscoperta nel 1873 da Philotheos Bryennios, metropolita ortodosso di Nicomedia, in un codice greco dell'XI secolo, il Codice Gerosolimitano, rinvenuto nella biblioteca del convento del Santo Sepolcro di Costantinopoli. Bryennios la pubblicò nel 1883 e pubblicò anche gli altri scritti contenuti nel codice: la Lettera di Barnaba, la prima e la seconda Lettera di Clemente, le Lettere di Ignazio.
Poco dopo la pubblicazione iniziale di Bryennios, lo studioso Oscar von Gebhardt identificò in un manoscritto nell'abbazia di Melk in Austria una traduzione in latino della prima parte della Didaché. Gli studiosi posteriori la considerano una testimonianza indipendente alla tradizione della sezione delle Due Vie (vedi sotto). Il Dr. J. Schlecht ritrovò nel 1900 un'altra traduzione in latino dei primi cinque capitoli con il titolo più lungo, anche se con l'omissione di "dodici" e con l'aggiunta De doctrina Apostolorum. Altri piccoli frammenti in greco risalenti al IV secolo furono trovati tra i Papiri di Ossirinco e pubblicati nel 1922. Sono state rinvenuti anche frammenti in copto e in etiope, dopo la pubblicazione originale di Bryennios.

## Data della compilazione

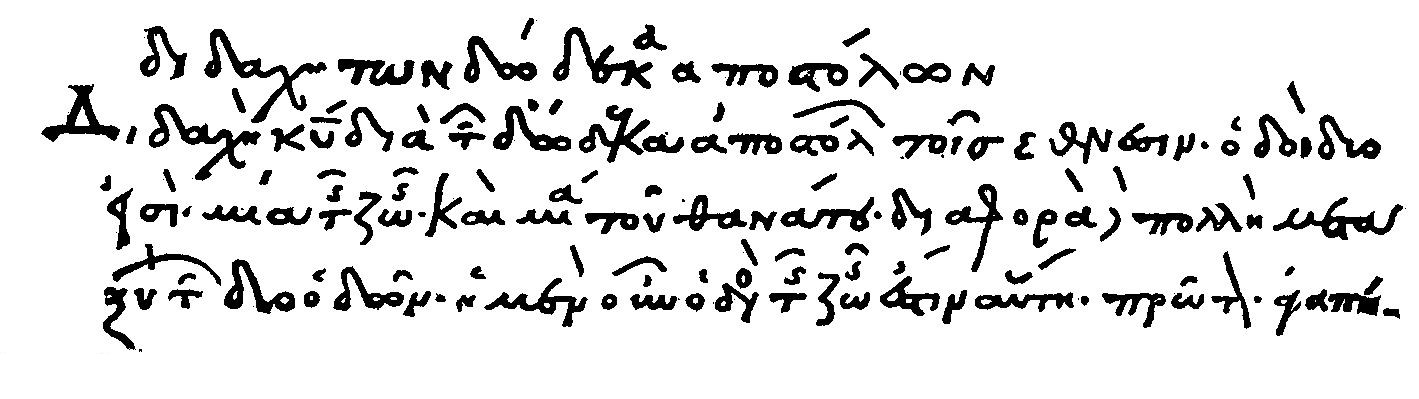
Il titolo in greco

La data di composizione della Didaché non è nota ed è difficile assegnarla con sicurezza ad un preciso periodo. Vari studiosi la collocano tra la fine del I e il II secolo, ma non sono mancate altre proposte, come quelle dei primi editori dall'opera, Bryennios e Adolf von Harnack, che datarono la stesura tra il 120 ed il 160. Negli anni quaranta e settanta diversi critici proposero una data di stesura originale, prima di modifiche successive, verso gli anni 50-70 o poco dopo, e altri nella prima metà o nel tardo II secolo o anche nel III secolo. Non ci sono dubbi che la Didaché fosse già nota nel III secolo.

## Primi riferimenti
La Didaché è menzionata da Eusebio di Cesarea (324 circa) come Insegnamenti degli apostoli dopo i libri riconosciuti come canonici:
Atanasio, Rufino, la Synopsis Sacrae Scripturae dello pseudo-Atanasio e Niceforo I di Costantinopoli inseriscono la Didaché tra i libri apocrifi, sebbene per Atanasio rimanga un libro utile ai fini catechetici. Viene accettata dal Canone delle Costituzioni Apostoliche 85, da Giovanni di Damasco e dalla Chiesa ortodossa etiope. Il De aleatoribus dello pseudo-Cipriano la cita per nome. Le citazioni non riconosciute sono molto comuni, anche se meno sicure. La sezione Due Vie condivide lo stesso linguaggio con la Lettera di Barnaba, capitoli da 18 a 20, a volte parola per parola, a volte con aggiunte, spostamenti e riduzioni, e Barnaba 4,9 sembra derivare dalla Didaché 16,2-3 o viceversa. Sembra anche ripercuotersi sul Pastore di Erma, e Ireneo, Clemente di Alessandria, e Origene sembrano anche utilizzare il testo del libro; così faceva a Occidente Optato e il Gesta apud Zenophilum. Gli autori della Didascalia apostolorum, delle Costituzioni apostoliche e della Tradizione apostolica si sono basati sulla Didaché.

## Contenuto
La Didaché si può suddividere in quattro sezioni principali, che secondo alcuni studiosi potrebbero essere state unite da fonti separate da un successivo redattore: una catechetica e morale sulle Due Vie, la Via della morte e la Via della vita (capp. 1–6, presente anche nella Lettera di Barnaba, capo. 18-21); una parte liturgica riguardante riti come il battesimo e l'eucaristia (capp. 7–10), contenente una versione del Padre Nostro molto simile a quella del Vangelo secondo Matteo; una parte disciplinare contenente varie informazioni sulla struttura della Chiesa antica (capp. 11–15), tra cui la gerarchia ecclesiastica e il giusto salario; una parte conclusiva escatologica (cap. 16).

### Titolo
Mentre ci si riferisce all'opera generalmente come la Didaché, il manoscritto reca due titoli: "L'insegnamento dei dodici Apostoli" (Διδαχὴ τῶν δώδεκα ἀποστόλων, Didachē tōn dōdeka apostolōn) e "L'Insegnamento del Signore ai Gentili tramite i Dodici Apostoli" (Διδαχὴ Κυρίου διὰ τῶν δώδεκα ἀποστόλων τοῖς ἔθνεσιν, Didachē Kyrìou dià tōn dōdeka apostòlōn tois éthnesin), forse il titolo originario o forse un sottotitolo che espande il titolo. Si è però messo in dubbio che uno dei due titoli del manoscritto fosse il titolo originale dell'opera, poiché nelle citazioni degli autori antichi essa compare come "L'insegnamento degli apostoli" (Διδαχὴ τῶν ἀποστόλων, Didachē tōn apostolōn) o "Gli insegnamenti degli apostoli" (Διδαχαί τῶν ἀποστόλων, Didachaì tōn apostolōn, e in latino Doctrinae apostolorum): è stato proposto che uno di questi, forse nella variante plurale, fosse il titolo originale dell'opera.

### Le Due Vie

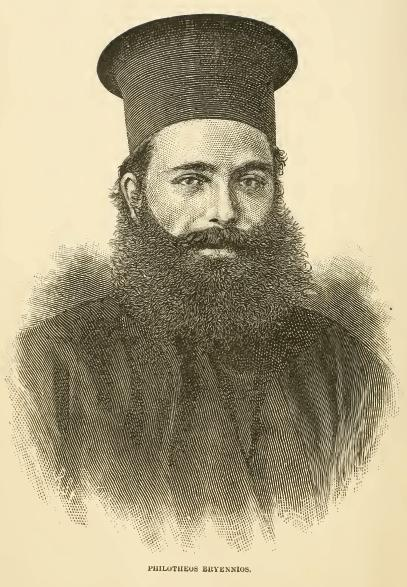
Ritratto di Philotheos Bryennios, colui che scoprì il manoscritto

La prima sezione (Capitoli 1-6) inizia così: "Ci sono due vie, una della vita e una della morte e c'è una grande differenza tra queste due vie."
La Jewish Encyclopedia del 1906 afferma:
La teoria più accettabile fra le molte proposte sull'indole e sulla composizione della Didaché è quella proposta da Charles Taylor nel 1886, e accettata nel 1895 anche da A. Harnack (che nel 1884 ne aveva sostenuto vigorosamente le origini cristiane) - che la prima parte della Didaché, l'insegnamento riguardante le Due Vie, era originariamente un manuale d'istruzioni che serviva per l'iniziazione dei proseliti nella Sinagoga, e venne più tardi convertito come manuale cristiano ed attribuito a Gesù ed agli Apostoli. A questa parte furono aggiunte norme sul battesimo, sul digiuno e sulla preghiera, le benedizioni sopra il vino e il pane e dopo il pasto di comunione, e regole concernenti la comunità cristiana.
La Catholic Encyclopedia, 1908, dichiara priva di fondamento quest'idea, pur difesa da un gran numero di studiosi:
È di moltissimi critici l'idea che la parte della Didaché sulle "Due Vie" sia più antica del resto e sia stata in origine un testo giudaico che serviva per l'istruzione dei proseliti. Può essere probabile l'uso degli Oracoli sibillini e di altre fonti ebraiche e certa la concordanza fra il secondo capitolo e il Talmud: ma d'altra parte Funk ha mostrato che (ad eccezione dei versetti 3-6 del primo capitolo, passo di riconosciuto carattere cristiano, e delle sporadiche citazioni neotestamentarie) il V.T. viene citato spesso non direttamente, ma per il tramite dei vangeli. Bartlet suggerisce come fonte una catechesi ebraica orale. Ma sorprenderebbe l'uso di simile materiale da chi si riferisce ai giudei con la denominazione "gli ipocriti" e ancora di più dal veementemente anti-giudaica Lettera di Barnaba. L'intera base della teoria viene infatti demolita dal fatto che il resto del libro, pur di materia interamente cristiana, concorda nei capitoli 9 e 10 non meno notevolmente col Talmud. Indubbiamente l'autore deve essere visto come uno che viveva in un primissimo periodo, quando nella Chiesa l'influsso giudaico era ancora importante. Egli ammonisce i cristiani a non digiunare coi giudei e a non pregare con loro, ma ciononostante i due digiuni e le tre ore di preghiera sono modellati sulla consuetudine giudaica. Similmente i profeti stanno al posto del Sommo Sacerdote.
Mezzo secolo dopo la pubblicazione di queste due enciclopedie, la scoperta e lo studio dei documenti di Qumran confermarono la possibile esistenza di un documento giudaico dal quale attinsero sia la Didaché che la Lettera di Barnaba.
Anzi si è presentata la possibilità dell'esistenza non solo dell'ipotetico manuale giudaico, di cui nella proposta di Charles Taylor, ma di tutto un genere di testi sia giudaici che cristiani ispirati alle stesse idee e influenzati originalmente da un dualismo iraniano.

### Liturgia
I capp. 7–10 della Didaché rappresentano la parte liturgica, riguardante riti come il battesimo e l'eucaristia.

#### Eucaristia
La Didaché include due preghiere primitive e insolite. Rappresentano i testi più antichi che si riferiscono a questo rito come eucaristia.
Il capitolo 9 inizia con queste parole:
Ora riguardo all'Eucaristia, ringraziate in questo modo. Innanzitutto, per quanto riguarda la coppa:
"Ti ringraziamo, Padre nostro, per la santa vite di Davide tuo servo, che ci hai fatto conoscere per mezzo di Gesù tuo servo, a Te sia la gloria per sempre..."
E riguardo al pane spezzato:
"Ti ringraziamo, Padre nostro, per la vita e la saggezza che ci hai fatto conoscere per mezzo di Gesù tuo Servo, a Te sia la gloria per sempre. Come questo pane spezzato fu sparso sui monti e fu raccolto e divenne uno, così la tua Chiesa si raccolga dalle estremità della terra nel tuo regno, poiché tua è la gloria e la potenza in eterno per mezzo di Gesù Cristo." 
Ma nessuno mangi o beva della tua Eucaristia, se non è stato battezzato nel nome del Signore, poiché anche riguardo a questo il Signore ha detto: "Non date ciò che è santo ai cani".